# Haraucourt (Ardennes)
Haraucourt ist eine französische Gemeinde mit 706 Einwohnern (Stand: 1. Januar 2022) im Département Ardennes in der Region Grand Est. Sie gehört zum Arrondissement Sedan und zum Kanton Vouziers. Die Einwohner werden Haraucourtois genannt.

## Geographie
Haraucourt liegt rund acht Kilometer südlich von Sedan. Umgeben wird Haraucourt von den Nachbargemeinden Thelonne im Norden, Angecourt und Remilly-Aillicourt im Nordosten und Osten, Villers-devant-Mouzon im Osten, Autrecourt-et-Pourron im Südosten, Raucourt-et-Flaba im Süden, Maisoncelle-et-Villers im Süden und Südwesten, Chémery-Chéhéry im Südwesten und Westen sowie Bulson im Westen.

## Bevölkerungsentwicklung

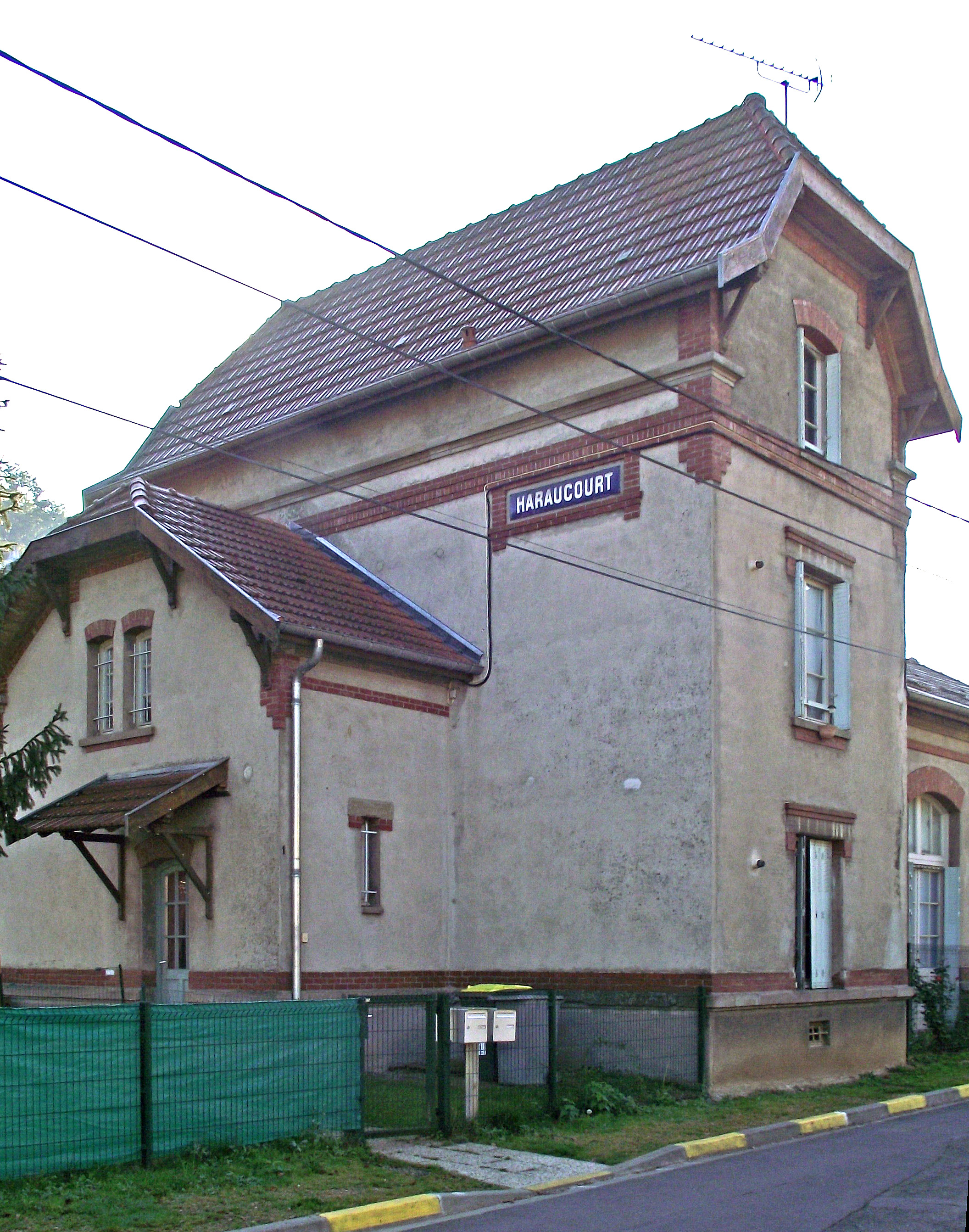
Bahnhof

| Jahr                       | 1962 | 1968 | 1975 | 1982 | 1990 | 1999 | 2006 | 2019 |
| Einwohner                  | 987  | 901  | 889  | 859  | 841  | 785  | 774  | 721  |
| Quellen: Cassini und INSEE |      |      |      |      |      |      |      |      |